# Science News
Science News è una rivista statunitense bisettimanale dedicata a brevi articoli circa i nuovi sviluppi scientifici e tecnologici, tipicamente raccolti da recenti pubblicazioni scientifiche e tecnologiche. È pubblicata dal 1922, ma dal 1922 al 1966 il suo titolo era Science News-Letter. Viene pubblicato dall'organizzazione no profit Society for Science & the Public.
Kendrick Frazier è il principale editore. Dal 2007 è il capo redattore della rivista.